# Mešita Selimiye (Edirne)
Mešita Selimiye (česky též Selimova mešita, turecky Selimiye Camii) v Edirne byla vybudována v letech 1568–1575 na příkaz sultána Selima II. nejslavnějším osmanským stavitelem Mimarem Sinanem (vlastním jménem patrně Yusuf Sinan). Sám Sinan označil tuto stavbu jako své „mistrovské dílo“, které je považováno za vrchol osmanské architektury. Minarety vysoké 71 m mají po třech ochozech přístupných přes tři separátní schodiště. Centrální kupole, která spočívá na osmi mohutných sloupech, má 31,28 m v průměru. Její výška se uvádí 43,28 m. Světově proslulá je mramorová kazatelna včetně kachlí. Při obsazení města Edirne ruským vojskem v roce 1878 byla část kachlí vytrhána a odvezena do Ruska. Na mešitu navazují vedlejší stavby, které jsou také od Sinana, díky nimž je celé dílo nazýváno též Komplex Selimiye.
Komplex Selimyie byl zapsán na seznam světového dědictví UNESCO v roce 2011.

## Galerie

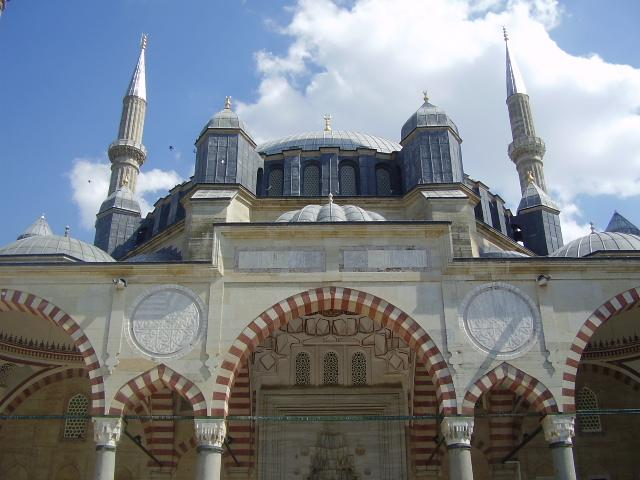
Mešita s minarety
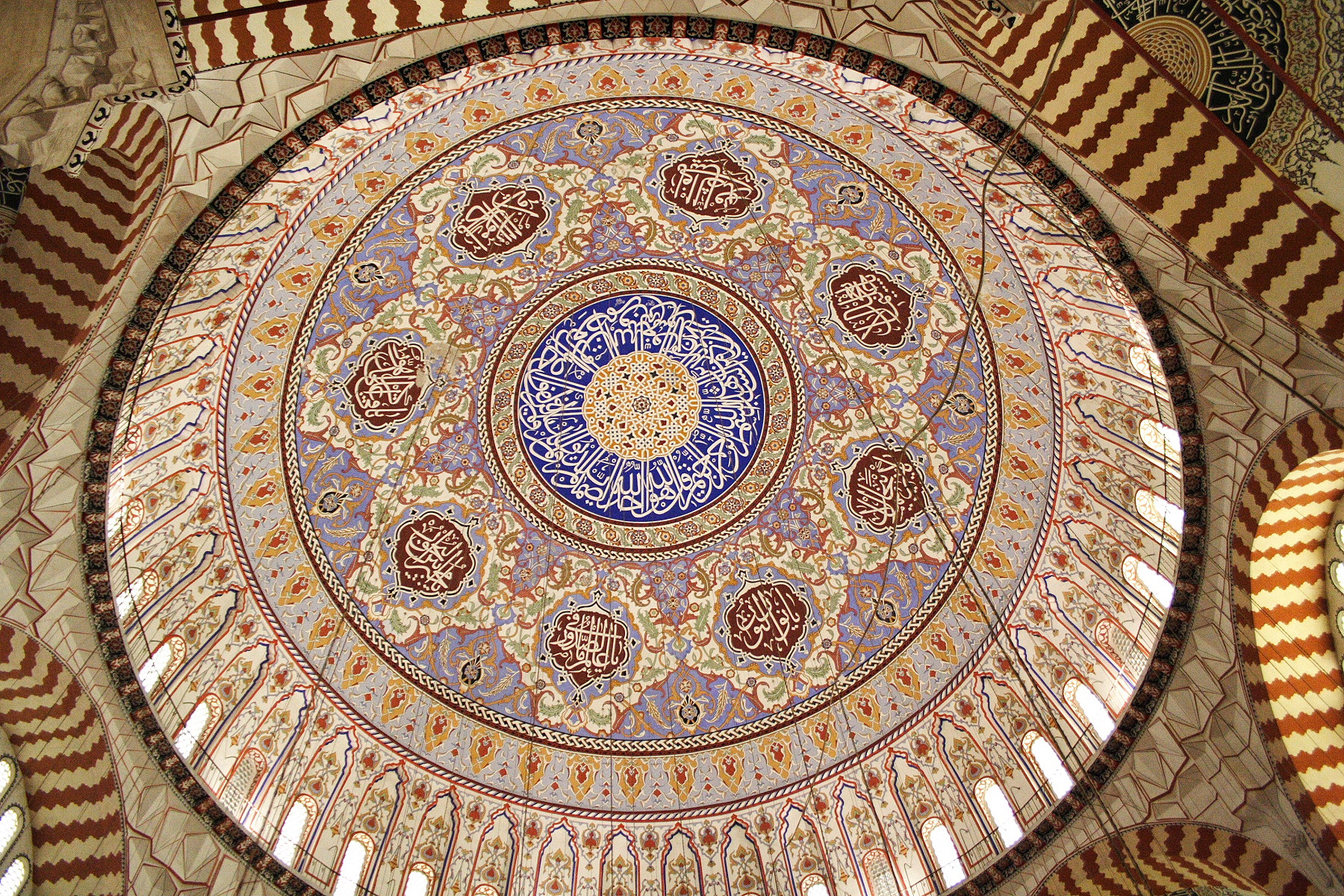
Centrální kupole
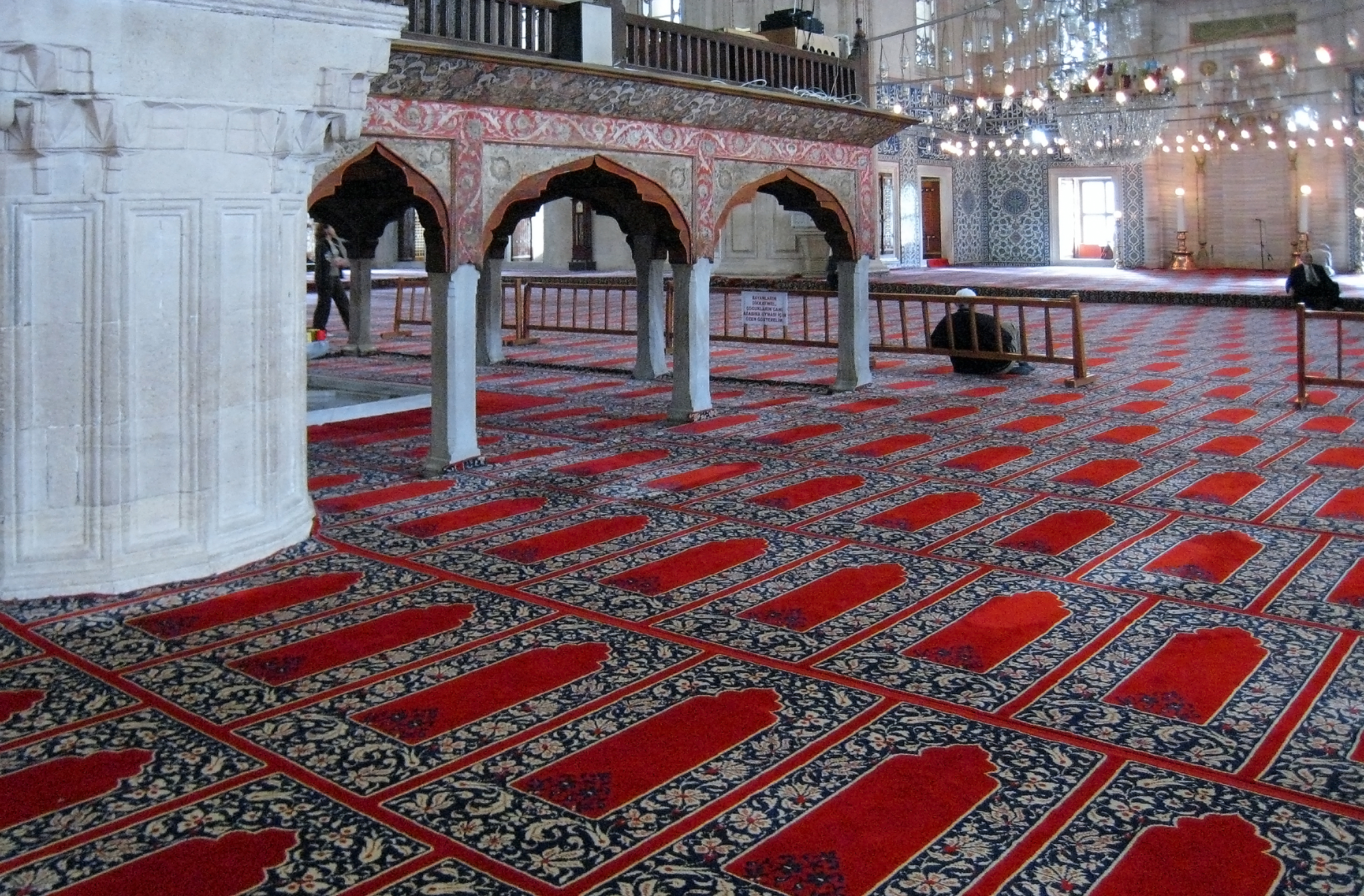
Interiér
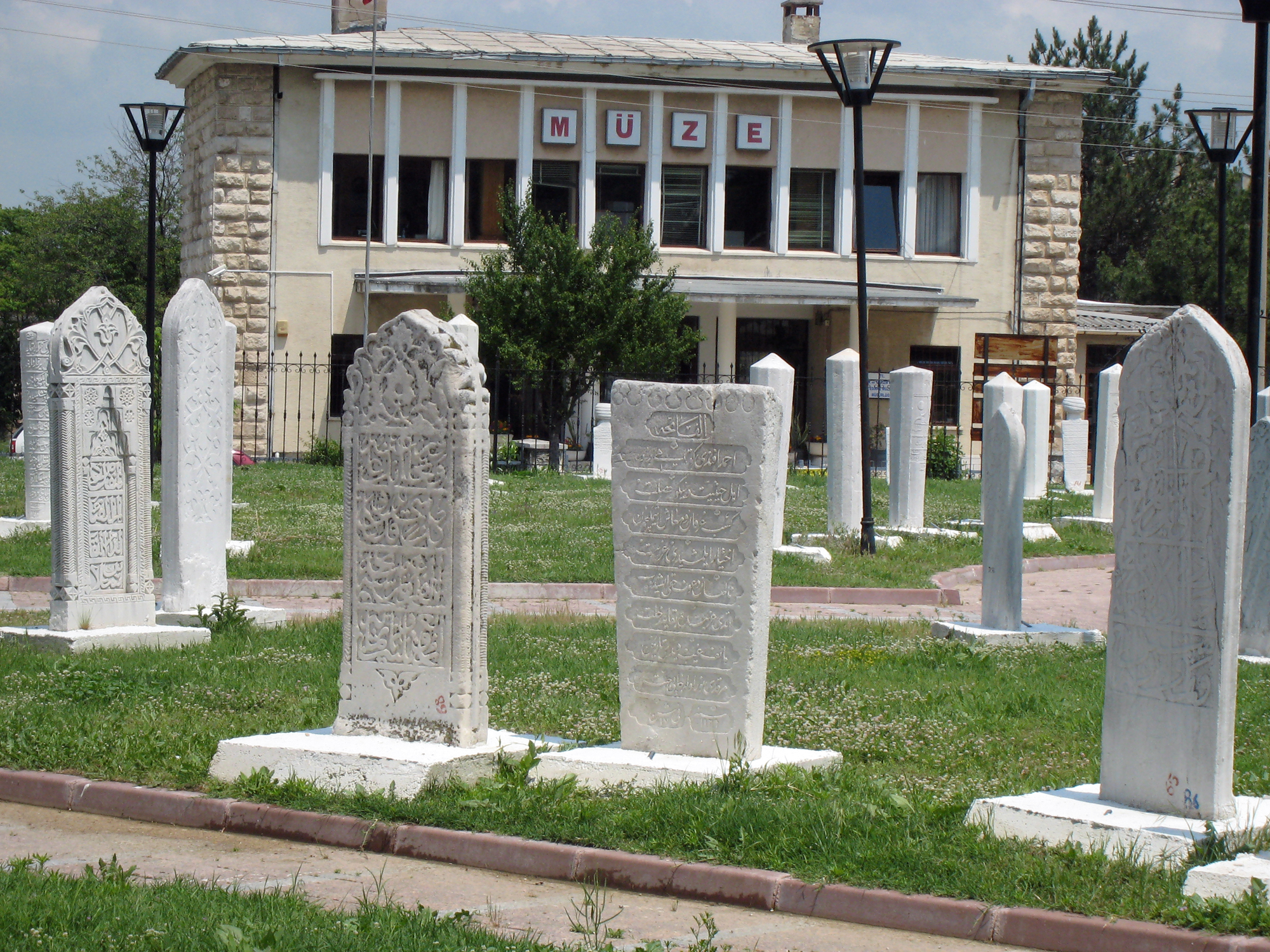
Náhrobky z osmanské éry a muzeum nedaleko mešity